# Шах-Джахан II
Рафи уд-Даула Султан Мухаммад Шах-Джахан II (июнь 1696 — 19 сентября 1719) — одиннадцатый падишах Империи Великих Моголов (6 июня 1719 — 19 сентября 1719), старший сын принца Рафи уш-Шана и внук могольского падишаха Бахадур Шаха. Как и его брат Рафи уд-Даула, он умер от туберкулеза.

## Биография
Родился около 1698 года (точна дата рождения неизвестна). Второй сын шахзаде Рафи уш-Шана (1671—1712) и внук могольского императора Бахадур Шаха. Его матерью была Нур ун-Нисса Бегум. Он был на полтора года старше своего брата Рафи уд-Дараджата. Был ли он женат или нет, был ли у него ребенок или нет, также неизвестно.

## Правление
6 июня 1719 года Шах-Джахан II получил престол падишаха от своего больного младшего брата Рафи уд-Даулы. Его коронация состоялась 8 июня в Диван-и-Хасе в Красном Форте. Он принял себе титул: «Шах Джахан Сани» . Как и его младший брат, Джахан-Хан был избран на престол братьями Сайидами и не обладал никакой реальной властью. Его имя было впервые прочитано в хутбе 13 июня. Его первое появление в диване было 11 июня. Без присутствия одного из братьев Сайидов ему не разрешалось встречаться с каким-либо знатным человеком или посещать пятничную молитву.

## Смерть
Император Шах-Джахан II страдал туберкулезом так же, как и его младший брат. Он был физически и умственно не способен выполнять обязанности правителя. Он скончался 17 сентября 1719 года в Бидьяпуре. Он был похоронен рядом с Рафи уд-Дараджатом в дарге Кутбуддина Бахтияра Каки.